# Sebastião Barreto Pereira Pinto
Sebastião Barreto Pereira Pinto (Porto Alegre, 1775 – Porto Alegre, 1841) foi um militar brasileiro.

## Biografia
Nasceu em Porto Alegre no ano de 1775.
Assentou praça no Regimento de Dragões do Rio Pardo em 18 de outubro de 1791, servindo nas campanhas de 1801, 1811–1812, 1816, na Guerra da Cisplatina, na Guerra da Independência e na Guerra dos Farrapos.
Em 1823, em Montevidéu, combateu o general Álvaro da Costa que se batia contra a Independência do Brasil. 
Foi deputado provincial eleito à 1ª Legislatura da Assembleia Legislativa Provincial do Rio Grande do Sul. Ao iniciar a Guerra dos Farrapos, era comandante de armas da província e se achava em Livramento. Quando o novo presidente, Marciano Pereira Ribeiro, apoiado pelos farrapos, assumiu, foi destituído do comando e refugiou-se no Uruguai.
Ao retornar de Montevidéu, reassumiu o comando das tropas, em 15 de abril de 1837, sendo derrotado sucessivamente pelos Farroupilhas nos campos de Atanagildo e na batalha do Barro Vermelho, em 30 de abril de 1838, em que Rio Pardo (até então a Tranqueira Invicta) foi conquistada pelos farrapos. Por causa da derrota foi submetido a um conselho de guerra, mas inocentado.
Foi nomeado presidente da província de Minas Gerais, por carta imperial de 29 de julho de 1840, e tomou posse em 22 de agosto, exercendo o cargo até abril do ano seguinte.
Faleceu aos 66 anos de idade.